# Francesco Ottavio Magnocavalli

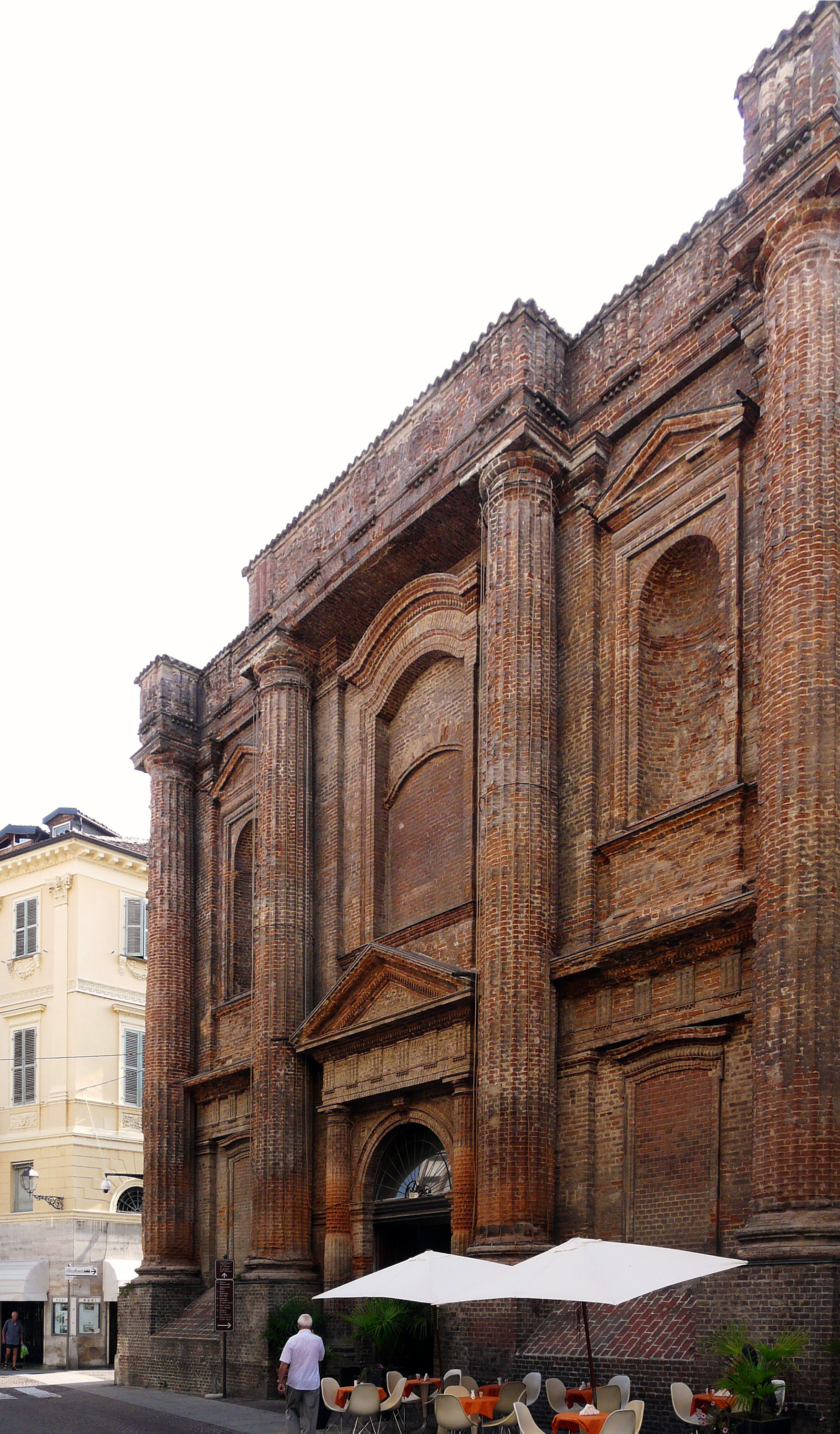
Magnocavalli, chiesa di Santa Croce, Casale Monferrato - 1748

Francesco Ottavio Magnocavalli, anche noto come Magnocavallo (Casale Monferrato, 1707 – Moncalvo, 1789), è stato un architetto e scrittore italiano.

## Biografia
Nato a Casale Monferrato da Ippolito, conte di Varengo (oggi parte del comune di Gabiano Monferrato), e dalla contessa Veronica Pico Pastrona, studiò presso il collegio gesuita a Parma. Al suo ritorno a Casale, s'improvvisò saggista, drammaturgo e poeta, prima di intraprendere la carriera per la quale è meglio conosciuto, ossia l'architetto. Progettò infatti una serie innumerevole di chiese, castelli, palazzi in tutto il Monferrato.
Nel 1738 sposò Maria Felice, figlia del conte di Salmour.
Fu un esponente del Barocco piemontese, e si distinse per la sua ricerca di rinnovamento, anticipante il Neoclassicismo, mediato da ispirazioni palladiane.